# Abercrombie & Fitch
Abercrombie & Fitch (æbɝɹkɹɑmbi ænd fɨtʃ), cunoscut ca și A&F, este un distribuitor care se axează pe îmbrăcăminte sport pentru consumatori între 18 și 22 de ani, și are sediul central în New Albany, Ohio. Are peste 300 de locații în Statele Unite, și extinse internațional. Este o companie americană cu peste 80.000 de angajați, care activează în retail-ul de îmbrăcăminte, în special pentru tineri.